# DeJon Jarreau
DeJon 'Deeky' Jarmond Jarreau (Nueva Orleans, Luisiana; 23 de enero de 1998) es un jugador de baloncesto estadounidense que pertenece a la plantilla de los Memphis Hustle de la NBA G League. Con 1,96 metros de estatura, juega en la posición de base o de escolta. 

## Trayectoria deportiva

### Universidad
Jugó una temporada con los Minutemen de la Universidad de Massachusetts Amherst, en la que promedió 9,8 puntos, 3,6 rebotes, 4,5 asistencias y 1,0 robos de balón por partido. Tras el despido de su entrenador esa temporada, decidió ser transferido a otra universidad.
Tras el año de parón que imponía la NCAA en las transferencias de jugadores, disputó tres temporadas con los Houston de la Universidad de Houston, en las que promedió 9,4 puntos, 4,5 rebotes y 3,8 asistencias por encuentro. En su primera temporada en la universidad texana fue elegido mejor sexto hombre de la American Athletic Conference, mientras que en 2021 fue incluido en el segundo mejor quinteto de la conferencia y elegido además mejor defensor.

#### Estadísticas
| Año     | Equipo  | PJ  | PT | MPP  | %TC  | %3P  | %TL  | RPP | APP | ROB | TPP | PPP  |
| ------- | ------- | --- | -- | ---- | ---- | ---- | ---- | --- | --- | --- | --- | ---- |
| 2016–17 | UMass   | 31  | 24 | 24.4 | .442 | .244 | .644 | 3.6 | 4.5 | 1.0 | .7  | 9.8  |
| 2018–19 | Houston | 30  | 0  | 18.0 | .471 | .364 | .694 | 3.8 | 3.3 | .6  | .5  | 8.7  |
| 2019–20 | Houston | 30  | 17 | 23.1 | .374 | .175 | .795 | 4.3 | 3.7 | .6  | .4  | 9.0  |
| 2020–21 | Houston | 31  | 31 | 28.3 | .432 | .344 | .703 | 5.4 | 4.3 | 1.3 | .5  | 10.6 |
| total   | total   | 122 | 72 | 23.5 | .429 | .285 | .713 | 4.3 | 4.0 | .9  | .5  | 9.5  |

### Profesional
Tras no ser elegido en el Draft de la NBA de 2021, el 24 de agosto firmó un contrato dual con los Indiana Pacers, que le permite jugar además en su filial de la G League, los Fort Wayne Mad Ants.
El 27 de diciembre de 2021, Fort Wayne Mad Ants canjeó los derechos de Jarreau a Texas Legends a cambio de Kenny Williams y una selección de primera ronda del draft de 2022.
El 28 de diciembre de 2021, Jarreau firmó un contrato de 10 días con los Houston Rockets, a través de la exención por dificultades económicas. El 30 de diciembre, sin embargo, entró en los protocolos de salud y seguridad de la NBA y no llwegó a jugar partido alguno con los Rockets.. Tras expirar su contrato con los Rockets, Jarreau se reincorporó a los Legends.
El 23 de enero de 2022, Jarreau y una selección de segunda ronda de 2022 fueron canjeados a los Capital City Go-Go a cambio de dos selecciones de primera ronda de 2022. El 7 de marzo fue despedido. El 24 de febrero de 2023 fue readquirido por los Go-Go.
El 26 de diciembre de 2023 fue traspasado a los Memphis Hustle a cambio de Mychal Mulder, y el 10 de marzo de 2024 firmó un contrato de 10 días con los Memphis Grizzlies. Al término del mismo regresó a los Hustle.

## Estadísticas de su carrera en la NBA

### Temporada regular
| Año     | Equipo  | PJ | PT | MPP  | %TC  | %3P  | %TL  | RPP | APP | ROB | TPP | PPP |
| ------- | ------- | -- | -- | ---- | ---- | ---- | ---- | --- | --- | --- | --- | --- |
| 2021-22 | Indiana | 1  | 0  | .9   | —    | —    | —    | .0  | .0  | .0  | .0  | .0  |
| 2023-24 | Memphis | 9  | 0  | 16.6 | .340 | .308 | .455 | 4.9 | 2.9 | .7  | .2  | 4.8 |
| Total   | Total   | 10 | 0  | 16.7 | .340 | .308 | .455 | 4.4 | 2.6 | .6  | .2  | 4.3 |